# 네마냐 막시모비치
네마냐 막시모비치(세르비아어: Немања Максимовић, Nemanja Maksimović, 1995년 1월 26일 ~ )는 세르비아의 축구 선수로 현재 UAE 프로리그의 샤바브 알아흘리에서 활동 중이다.

## 클럽 경력

### 어린 시절의 경력
막시모비치는 Banja Koviljača에서 태어났으며, 하급리그의 레드 스타 베오그라드 유스 팀에서 U-19까지 뛰었지만 결국 계약이 해지되었다. 2013년 2013 UEFA U19 유럽 선수권 대회에서의 뛰어난 퍼포먼스로 슬로베니아의 도미알레와 계약하게 되었다. 그리고 2013년 10월 18일에 열린 NK 자브르치와의 경기에서 프로 데뷔전을 치렀다. 경기는 2-2로 무승부로 끝났다.

### 아스타나
2015년 2월 7일, 막시모비치는 카자흐스탄 프리미어리그에 속한 아스타나와 2년 반 계약을 체결했다. 2015년 8월 27일, 막시모비치는 2015–16 UEFA 챔피언스 리그 플레이오프에서 APOEL과의 2차전에서 동점골을 넣어 아스타나가 처음으로 챔피언스 리그 그룹 스테이지에 진출하게 되었다.

### 발렌시아
2017년 7월 2일, 발렌시아 CF는 막시모비치와 2022년까지의 계약을 발표했다. 그는 8월 18일에 클럽 데뷔를 하게 되었는데, 카를로스 솔레르를 대체하는 역할로 나와 라 리가 홈 경기에서 라스팔마스에 1-0으로 승리하였다.

### 헤타페
2018년 7월 16일, 막시모비치는 2024년까지의 계약을 맺고 헤타페와 이적했다.

## 국가 대표 경력
막시모비치는 세르비아 U19 대표팀으로 2013 UEFA U-19 유럽 선수권 대회에서 우승한 경험이 있다. 또한 2015년 뉴질랜드에서 열린 2015년 FIFA U-20 월드컵에서 세르비아 U20 대표팀에 이름을 올리며, 결승전에서 추가시간에 2분 전에 결승 골을 넣어 브라질을 2-1로 이기고 세르비아로서 처음으로 국제대회에서 우승하였다. 막시모비치는 2016년 3월 23일에 파돌란드와의 경기에서 데뷔하여, 세르비아 국가대표팀으로 첫 경기를 치렀다. 또한 2018년 5월에는 러시아에서 개최된 2018 FIFA 월드컵을 위한 세르비아 예비 국가대표팀 명단에 이름이 포함되었으나 최종 국가대표팀 명단에는 포함되지 않았다.
2022년 11월, 그는 2022년 FIFA 월드컵을 위해 세르비아 대표팀 명단에 이름을 올렸다. 그는 브라질, 카메룬, 스위스와의 그룹 스테이지 경기에서 모두 뛰었으며, 세르비아는 그룹에서 4위로 마무리되었다.